# Автоеротизъм
Автоеротизмът е сексуално удовлетворяване, изпитвано без наличието на партньор. Това сексуално удовлетворяване може да се получи спонтанно по време на съня, но най-често се постига от субекта чрез онанизъм.
При децата дейности с по-малко очевиден сексуален характер като смученето на палеца или клатенето на тялото са видове автоеротично поведение, които водят до отпускане и успокоение. На практика тези дейности изчезват от само себе си, когато субектът достигне известна афективна зрялост. Когато се наблюдават у възрастни индивиди, те са белег на регресия.